# チュニジア国民対話カルテット
チュニジア国民対話カルテット（チュニジアこくみんたいわカルテット、Tunisian National Dialogue Quartet, アラビア語: رباعية الحوار الوطنى التونسى）は、チュニジアのジャスミン革命の後、多元主義、民主主義の考えに基づき、政治、宗教抗争における対話を仲介し、平和的に政権移行を行った4つの団体のことである。2013年の夏に結成された。

## 参加団体
- チュニジア労働総同盟（英語版）[1] （UGTT, Union Générale Tunisienne du Travail）
- チュニジア商工業・手工業経営者連合（英語版）[2]（UTICA, Union Tunisienne de l’Industrie, du Commerce et de l’Artisanat）
- チュニジア人権擁護連盟（英語版） （LTDH, La Ligue Tunisienne pour la Défense des Droits de l’Homme）
- チュニジア全国法律家協会（英語版）（Ordre National des Avocats de Tunisie）

## 沿革
チュニジアでは、2011年1月14日のジャスミン革命によってベン・アリー大統領（在任：1987年 - 2011年）がサウジアラビアに亡命した。そして、その後に発足した暫定政府の意思決定に、市民社会が積極的に参加した。
2011年10月23日には、1956年の独立以来初の自由で公正な議会選挙が実施された。その結果、穏健イスラム主義政党のナフダ（Ennahda）が最大議席を獲得し（得票率 41％）、世俗主義で中道左派の共和国のための会議（CPR、同13％）、エタカトル（FDLT、同9％）を加えた連立政権が発足した。しかし、制憲議会における憲法の起草作業が難航した上、2013年2月と7月にイスラーム武装闘争派によるテロやチュニジア国軍との衝突が起こったこともあり、チュニジアは大きな政治的・社会的混乱に陥った。最大与党であるナフダは、2013年7月にクーデタにより民主政権が倒され軍政に回帰したエジプトの事例を引きつつ、民主的選挙により選出された自らの統治の正当性を主張した。これに対してCPRやFDLTなどの世俗派は、ナフダが国の深刻な政治的停滞やイスラーム武装闘争派の台頭を黙認したとして政治責任を追及し、野党勢力は内閣や議会の解散を要求するなど、国内の対立が激化した。唯一の立法機関である制憲議会をボイコットする議員は定数217名中70名以上を数え、国政は事実上停止状態に陥った。
こうした状況下で、対立する政治勢力を束ねるための対話イニシアティブを提唱したのが、国民対話カルテットである。チュニジア最大の労働組合であるチュニジア労働総同盟（UGTT）は、武力衝突が続くエジプト情勢を引きつつ「我々は（軍政に回帰した）エジプトではない。危機を脱する唯一の方法は、一に対話、二に対話だ」とイスラーム主義者と世俗派との対立を回避しようとした。こうして2013年9月、チュニジア労働総同盟に加えて、チュニジアの企業経営者からなる「チュニジア商工業・手工業経営者連合（UTICA）」、アラブ初の人権擁護団体である「チュニジア人権擁護連盟（LTDH）」、弁護士の団体である「全国法律家協会」という4つの市民社会団体（4を示すラテン語にちなみ「国民対話カルテット」と呼ばれる）による国民対話が開始された。
国民対話カルテットの呼びかけにより与野党の指導者が集結し、次の政治プロセスに移行するための交渉が2ヶ月続けられた。そして同年10月に大統領、首相、議長がロードマップを公表し、内閣は総辞職して実務者からなる新内閣を発足させることが決定された。その後、内閣の辞職と新内閣を組織する条件をめぐって諸政党間の調整が進まず、国民対話のプロセスは一時挫折したが、革命3周年を迎えるにあたり事態の長期化を避けたい与野党が妥協し、2014年1月、アリー・アライイド首相（ナフダ）が最終的に辞任し、マフディー・ジュムアを首班とする新内閣が発足した。制憲議会での審議が再開され、2014年1月、チュニジア共和国憲法が可決、翌月公布された。こうしてチュニジアは1956年の独立からおよそ半世紀後、第二共和政の成立を迎えることになった。この憲法はそれ自体が革命の成果を体現しており、アラブ世界のなかではもっとも民主的な憲法と評価されている。

## ノーベル平和賞
2015年10月9日、ノルウェー・ノーベル委員会は、4団体の活動に対してノーベル平和賞を贈ることを決めた。同委員会は、授賞に際して次のようにコメントした。
「チュニジアは、深刻な政治、経済、安全保障上の問題に直面しています。ノルウェー・ノーベル委員会は、今年の賞が、チュニジアの民主主義を守ることに貢献し、中東、北アフリカ及び世界の他の地域の平和及び民主主義を広げようとするすべての人びとを勇気づけることを期待します。何より、この賞には、大きな困難に直面するなかで他国の模範となる国民の絆（fraternity：友愛）を紡いできた、チュニジア、の人びとへのエールが込められているのです」。
Tunisia faces significant political, economic and security challenges. The Norwegian Nobel Committee hopes that this year's prize will contribute towards safeguarding democracy in Tunisia and be an inspiration to all those who seek to promote peace and democracy in the Middle East, North Africa and the rest of the world. More than anything, the prize is intended as an encouragement to the Tunisian people, who despite major challenges have laid the groundwork for a national fraternity which the Committee hopes will serve as an example to be followed by other countries.
なお、2015年のノーベル平和賞受賞者は、全世界273の候補者から選ばれた。他の最終候補者は以下のとおり。
- アンゲラ・メルケル ドイツ首相（欧州難民危機で多くの難民をドイツに受け入れ）
- ジョン・ケリー 米国国務長官とモハンマド・ジャヴァード・ザリーフ イラン外務大臣（イラン核協議最終合意）
- フランシスコ（ローマ教皇）（米国とキューバの国交回復：“キューバの雪解け”）
- フアン・マヌエル・サントス コロンビア大統領とティモチェンコ コロンビア革命軍（FARC）司令官（コロンビア和平交渉）
- デニス・ムクウェゲ（コンゴの産婦人科医：コンゴ内戦での女性保護活動）